# Bahadırlı, Çan
Bahadırlı là một xã thuộc huyện Çan, tỉnh Çanakkale, Thổ Nhĩ Kỳ. Dân số thời điểm năm 2011 là 383 người.